# Saut en longueur masculin aux championnats du monde d'athlétisme 1993
Navigation
Tokyo 1991 Göteborg 1995
L'épreuve du saut en longueur masculin des championnats du monde de 1993 a lieu les 19 et 20 août 1993 dans le Gottlieb-Daimler Stadion à Stuttgart. Elle est remportée par l'Américain Mike Powell.

## Médaillés
| Or          | Argent              | Bronze            |
| Mike Powell | Stanislav Tarasenko | Vitaliy Kyrylenko |

## Résultats

### Finale
| Rang               | Athlète              | Pays           | Essais | Essais | Essais | Essais | Essais | Essais | Marque | Notes |
| Rang               | Athlète              | Pays           | 1      | 2      | 3      | 4      | 5      | 6      | Marque | Notes |
| ------------------ | -------------------- | -------------- | ------ | ------ | ------ | ------ | ------ | ------ | ------ | ----- |
| Médaille d'or      | Mike Powell          | États-Unis     | x      | 8,16 m | 8,28 m | 8,22 m | 8,43 m | 8,59 m | 8,59 m |       |
| Médaille d'argent  | Stanislav Tarasenko  | Russie         | 7,85 m | 7,84 m | 8,01 m | 8,16 m | 8,02 m | x      | 8,16 m |       |
| Médaille de bronze | Vitaliy Kyrylenko    | Ukraine        | 7,96 m | 7,87 m | 7,90 m | 7,81 m | 8,15 m | x      | 8,15 m |       |
| 4                  | Erick Walder         | États-Unis     | 7,74 m | 7,94 m | 7,72 m | 7,71 m | 8,05 m | 8,02 m | 8,05 m |       |
| 5                  | Ivaylo Mladenov      | Bulgarie       | 7,93 m | x      | 8,00 m | 7,85 m | 7,75 m | x      | 8,00 m |       |
| 6                  | Nikolay Antonov      | Bulgarie       | 7,97 m | 7,89 m | 7,95 m | x      | 7,81 m | 7,84 m | 7,97 m |       |
| 7                  | Aleksandr Glavatskiy | Biélorussie    | 7,70 m | x      | 7,90 m | 7,94 m | 7,95 m | x      | 7,95 m |       |
| 8                  | François Fouché      | Afrique du Sud | 7,93 m | 7,84 m | 7,92 m | x      | 7,88 m | x      | 7,93 m |       |
| 9                  | André Müller         | Allemagne      |        |        |        |        |        |        | 7,83 m |       |
| 10                 | Spyridon Vasdekis    | Grèce          |        |        |        |        |        |        | 7,80 m |       |
| 11                 | Milan Gombala        | Tchéquie       |        |        |        |        |        |        | 7,69 m |       |
| 12                 | Iván Pedroso         | Cuba           |        |        |        |        |        |        | NM     |       |

### Qualifications
Pour se qualifier directement pour la finale, les athlètes doivent réaliser un saut à 8,10 m. Si le nombre d'athlètes directement qualifié est inférieur à 12, les 12 meilleurs sont qualifiés.
Les sauteurs sont divisés en deux groupes de 22 et 23 athlètes
| Rang | Groupe | Athlète                 | Nationalité         | Résultat | Notes |
| ---- | ------ | ----------------------- | ------------------- | -------- | ----- |
| 1    | A      | Erick Walder            | États-Unis          | 8,30 m   | Q     |
| 2    | A      | Iván Pedroso            | Cuba                | 8,23 m   | Q     |
| 3    | B      | Mike Powell             | États-Unis          | 8,15 m   | Q     |
| 4    | A      | Ivaylo Mladenov         | Bulgarie            | 8,10 m   | Q     |
| 5    | B      | Stanislav Tarasenko     | Russie              | 8,05 m   | q     |
| 6    | B      | Aleksandr Glavatskiy    | Biélorussie         | 8,03 m   | q     |
| 7    | B      | Vitaliy Kyrylenko       | Ukraine             | 8,01 m   | q     |
| 8    | B      | Milan Gombala           | Tchéquie            | 7,99 m   | q     |
| 9    | B      | Spyridon Vasdekis       | Grèce               | 7,99 m   | q     |
| 10   | A      | François Fouché         | Afrique du Sud      | 7,95 m   | q     |
| 11   | B      | André Müller            | Allemagne           | 7,95 m   | q     |
| 12   | A      | Nikolay Antonov         | Bulgarie            | 7,91 m   | q     |
| 13   | A      | Konstantinos Koukodimos | Grèce               | 7,90 m   |       |
| 14   | A      | Ángel Hernández         | Espagne             | 7,86 m   |       |
| 15   | A      | Joe Greene              | États-Unis          | 7,86 m   |       |
| 16   | B      | Elmer Williams          | Porto Rico          | 7,86 m   |       |
| 17   | B      | Jaime Jefferson         | Cuba                | 7,86 m   |       |
| 18   | A      | Obinna Eregbu           | Nigeria             | 7,85 m   |       |
| 19   | B      | Craig Hepburn           | Bahamas             | 7,83 m   |       |
| 20   | B      | Bernhard Kelm           | Allemagne           | 7,78 m   |       |
| 21   | B      | Mattias Sunneborn       | Suède               | 7,78 m   |       |
| 22   | A      | Vasiliy Sokov           | Russie              | 7,75 m   |       |
| 23   | B      | Juha Kivi               | Finlande            | 7,69 m   |       |
| 24   | B      | Robert Emmiyan          | Arménie             | 7,66 m   |       |
| 25   | A      | Vladimir Malyavin       | Turkménistan        | 7,66 m   |       |
| 26   | A      | Lotfi Khaida            | Algérie             | 7,65 m   |       |
| 27   | A      | Wendell Williams        | Trinité-et-Tobago   | 7,63 m   |       |
| 28   | A      | Jérôme Romain           | Dominique           | 7,62 m   |       |
| 29   | A      | Viktor Rudenik          | Biélorussie         | 7,60 m   |       |
| 30   | B      | Fred Salle              | Royaume-Uni         | 7,60 m   |       |
| 31   | B      | Masaki Morinaga         | Japon               | 7,58 m   |       |
| 32   | A      | Konstantin Krause       | Allemagne           | 7,53 m   |       |
| 33   | A      | Eugene Licorish         | Grenade             | 7,48 m   |       |
| 34   | A      | Banaras Khan            | Pakistan            | 7,43 m   |       |
| 35   | B      | Franck Zio              | Burkina Faso        | 7,42 m   |       |
| 36   | B      | Musabbah Ali Saeed      | Émirats arabes unis | 7,41 m   |       |
| 37   | A      | Edrick Floréal          | Canada              | 7,39 m   |       |
| 38   | A      | Nelson Ferreira         | Brésil              | 7,31 m   |       |
| 39   | B      | Hui-Fang Nai            | Taipei chinois      | 7,31 m   |       |
| 40   | B      | Galin Georgiev          | Bulgarie            | 7,27 m   |       |
| 41   | B      | Frans Maas              | Pays-Bas            | 7,26 m   |       |
| 42   | B      | Ahmed Al-Moamari        | Oman                | 7,23 m   |       |
| 43   | B      | Olive Fifita            | Tonga               | 6,86 m   |       |
|      | A      | Tibor Ordina            | Hongrie             | NM       |       |
|      | A      | Rogelio Sainz           | Mexique             | NM       |       |

## Légende
Records et Performances
- AR : Record continental (area record)
- CR : Record des championnats (championship record)
- MR : Record du meeting (meet record)
- NR : Record national (national record)
- OR : Record olympique (olympic record)
- PR : Record paralympique (paralympic record)
- PB : Record personnel (personal best)
- SB : Meilleure performance personnelle de la saison (season's best)
- WL : Meilleure performance mondiale de l'année (world leader)
- WJR : Record du monde junior (world junior record)
- WR : Record du monde (world record)

Circonstances et Conditions
- DNF : N'a pas terminé (did not finish)
- DNS : N'a pas pris le départ (did not start)
- DQ : Disqualification (disqualification)
- NM : Aucun essai valable enregistré (No Mark)
- Q : Qualifié « directement » au prochain tour (ou à la prochaine compétition), lors d'une compétition majeure, grâce au classement ou à la réalisation des minima (automatic qualifier)
- q : Qualifié au prochain tour (ou à la prochaine compétition), lors d'une compétition majeure, grâce au repêchage ou à la réalisation de l'une des meilleures performances parmi celles des « non qualifiés directement » (grâce au meilleur temps ou à la meilleure distance par exemple) (secondary qualifier)